# Niemetal
Niemetal là một đô thị thuộc the huyện Göttingen, trong bang Niedersachsen, Đức. Đô thị này có diện tích 28,5 km².